# Rotaria magnacalcarata
Rotaria magnacalcarata är en hjuldjursart som först beskrevs av Parsons 1892.  Rotaria magnacalcarata ingår i släktet Rotaria och familjen Philodinidae. Inga underarter finns listade i Catalogue of Life.